# Olympische Sommerspiele 2008/Teilnehmer (Dänemark)
| Gelbes Symbol für Goldmedaillen mit stilisierten Olympischen Ringen | Graues Symbol für Silbermedaillen mit stilisierten Olympischen Ringen | Braundes Symbol für Bronzemedaillen mit stilisierten Olympischen Ringen |
| ------------------------------------------------------------------- | --------------------------------------------------------------------- | ----------------------------------------------------------------------- |
| 2                                                                   | 2                                                                     | 3                                                                       |

Dänemark nahm an den Olympischen Sommerspielen im Jahr 2008 in Peking teil.
Die Nation trat bislang bei allen Olympischen Sommerspielen der Neuzeit an, mit Ausnahme der Olympischen Spiele 1904 in St. Louis. Damit hat sie 24 Olympiateilnahmen und war in Peking zum 25. Mal vertreten. Der Dänische Sportverband (Danmarks Idræts-Forbund, kurz DIF) gab ein offizielles Ziel von sieben Medaillen bekannt. 
Der olympische Kader, bestehend aus 83 Athleten in 16 Sportarten, wurde am 21. Juni 2008 bekanntgegeben und am 8. Juli bestätigt. Flaggenträger bei der Olympischen Eröffnungsfeier war der Kugelstoßer Joachim Olsen.

## Medaillengewinner

### Gold
| Name                                                             | Sport  | Kategorie                                   |
| ---------------------------------------------------------------- | ------ | ------------------------------------------- |
| Mads Kruse Andersen Eskild Ebbesen Thomas Ebert Morten Jørgensen | Rudern | Männer Leichtgewicht Vierer ohne Steuermann |
| Martin Kirketerp Jonas Warrer                                    | Segeln | 49er Klasse                                 |

### Silber
| Name                                                                  | Sport    | Kategorie                    |
| --------------------------------------------------------------------- | -------- | ---------------------------- |
| Casper Jørgensen Jens-Erik Madsen Michael Mørkøv Alex Nicki Rasmussen | Radsport | Männer Mannschaftsverfolgung |
| Kim Wraae Knudsen, René Holten Poulsen                                | Kanu     | Männer K-2 1000 m            |

### Bronze
| Name                                                                     | Sport     | Kategorie                 |
| ------------------------------------------------------------------------ | --------- | ------------------------- |
| Andreas Helgstrand Nathalie zu Sayn-Wittgenstein-Berleburg Anne van Olst | Dressur   | Teamwertung               |
| Mads Reinholdt Rasmussen                                                 | Rudern    |                           |
| Lotte Friis                                                              | Schwimmen | Frauen 800 Meter Freistil |

### Erfolgsprämien
Team Danmark ließ den Medaillengewinnern folgende Erfolgsprämien zukommen: 100.000 DKK für eine Goldmedaille, 70.000 DKK für eine Silbermedaille und 35.000 DKK für eine Bronzemedaille. Insgesamt wurden laut der dänischen Zeitung Politiken 1.230.000 DKK als Bonus ausgeschüttet.

## Badminton
Die zehn dänischen Badmintonspieler qualifizierten sich über die Weltrangliste vom 1. Mai der Badminton World Federation. 
- Peter Gade
Herreneinzel, 8. Platz auf der Weltrangliste
- Kenneth Jonassen
Herreneinzel, 5. Platz auf der Weltrangliste
- Jens Eriksen
- Martin Lundgaard Hansen
Herrendoppel, 12. Platz auf der Weltrangliste
- Lars Paaske
- Jonas Rasmussen
Herrendoppel, 7. Platz auf der Weltrangliste
- Tine Rasmussen
Dameneinzel, 6. Platz auf der Weltrangliste
- Lena Frier Kristiansen
- Kamilla Rytter Juhl
Damendoppel, 13. Platz auf der Weltrangliste
- Thomas Laybourn
- Kamilla Rytter Juhl
Mixed Doppel, 9. Platz auf der Weltrangliste

## Bogenschießen
Niels Dall qualifizierte sich mit seinem 14. Platz bei der Weltmeisterschaft 2007 in Leipzig an Olympia. Louise Klingenberg Laursen wurde 33. Platz bei der Weltmeisterschaft.
- Niels Dall
Männer
- Louise Klingenberg Laursen
Frauen

## Handball
Dänemark konnte sich mit dem Europameistertitel im Jahr 2008 in Norwegen für die Olympischen Spiele qualifizieren.
Männer
Kasper Hvidt
Peter Henriksen
Lasse Boesen
Joachim Boldsen
Lars Jørgensen
Jesper Jensen
Klavs Bruun Jørgensen
Lars Christiansen
Kasper Nielsen
Michael V. Knudsen nahm krankheitsbedingt nicht teil
Jesper Nøddesbo
Bo Spellerberg
Kasper Søndergaard
Hans Lindberg
Mikkel Hansen
- Trainer

Ulrik Wilbek

## Kanu
Kasper Bleibach konnte sich mit dem Europameistertitel im Jahr 2008 in Mailand für die Olympischen Spiele qualifizieren. Henriette Engel Hansen gewann das B-Finale in Mailand und der Zweier um René Holten Poulsen und Kim Wraae Knudsen gewann die Europameisterschaft in Mailand.
| Männer                 | Männer       | Männer    |
| ---------------------- | ------------ | --------- |
| Kasper Bleibach        | Einer-Kajak  | 500 Meter |
| René Holten Poulsen    | Zweier-Kajak | 500 Meter |
| Kim Wraae Knudsen      | Zweier-Kajak | 500 Meter |
| Frauen                 |              |           |
| Henriette Engel Hansen | Einer-Kajak  | 500 Meter |

## Leichtathletik
- Frauen
  - Christina Scherwin (Speerwurf)
- Männer
  - Morten Jensen (Weitsprung)

## Radsport
- Männer
  - Brian Vandborg (Straßenrennen, Einzelzeitfahren)
  - Nicki Sørensen (Straßenrennen)
  - Chris Anker Sørensen (Straßenrennen, Einzelzeitfahren)
  - Klaus Nielsen (Mountainbike)
  - Jakob Diemer Fuglsang (Mountainbike)
  - Henrik Baltzersen (BMX)

- Frauen
  - Trine Schmidt (Punktefahren)
  - Linda Villumsen (Straßenrennen, Einzelzeitfahren)
  - Amanda Sørensen (BMX)

## Reiten
- Männer
  - Anne van Olst (Dressur Einzel, Dressur Mannschaft)
  - Andreas Helgstrand (Dressur Einzel, Dressur Mannschaft)
  - Nathalie Wittgenstein (Dressur Einzel, Dressur Mannschaft)
  - Peter T Flarup (Vielseitigkeit Einzel)

## Ringen
- Männer
  - Anders Nyblom (Griechisch-Römisch bis 55 kg)

## Rudern
- Männer
  - Rasmus Quist / Mads Rasmussen (Leichtgewichts-Doppelzweier) (Bronze )
  - Mads Kruse Andersen, Eskild Ebbesen, Thomas Ebert, Morten Jørgensen (Leichtgewichts-Vierer) (Gold )

- Frauen
  - Katrin Olsen / Juliane Elander Rasmussen (Leichtgewichts-Doppelzweier)

## Schießen
- Männer
  - Anders Golding (Skeet)

## Schwimmen
- Männer
  - Jakob Andkjær (50 Meter Freistil, 100 Meter Freistil, 100 Meter Schmetterling)
  - Jon Raahauge Rud (200 Meter Freistil, 400 Meter Freistil)
  - Mads Glaesner (400 Meter Freistil)
  - Chris Christensen (200 Meter Lagen)

- Frauen
  - Jeanette Ottesen (50 Meter Freistil, 100 Meter Freistil, 100 Meter Schmetterling)
  - Louise Mai Jansen (200 Meter Freistil, 4 × 200 Meter Freistil Staffel)
  - Lotte Friis (400 Meter Freistil, 4 × 100 Meter Freistil Staffel, 800 Meter Freistil) (Bronze )
  - Micha Østergaard (100 Meter Schmetterling, 200 Meter Schmetterling, 4 × 200 Meter Freistil Staffel)
  - Julie Hjorth-Hansen (200 Meter Lagen, 4 × 200 Meter Freistil Staffel)

## Segeln
- Männer
  - Anders Nyholm (Laser)
  - Jonas Kaeldsoe Poulsen (Windsurfen)
  - Martin Kirketerp, Jonas Warrer (49er Klasse) (Gold )
  - Jonas Høgh-Christensen (Finn-Dinghy)

- Frauen
  - Bettina Honore (Windsurfen)

## Tennis
- Frauen
  - Caroline Wozniacki (Einzel)

## Tischtennis
- Männer
  - Michael Maze

## Triathlon
- Männer
  - Rasmus Henning

## Turnen
- Männer
  - Peter Jensen (Trampolin)